# Arbeitsgemeinschaft der Optanten für Deutschland
Die Arbeitsgemeinschaft der Optanten für Deutschland (AdO) entstand am 30. Jänner 1940 und war eine NS-affine Vereinigung von Südtirolern, die bei der Optionsfrage für eine Emigration aus Italien ins Deutsche Reich gestimmt hatten.

## Geschichte
Zwischen 1928 und 1939 formierte sich in Südtirol auf verschiedenen Ebenen ein Widerstand gegen die Italianisierungspolitik des faschistischen Regimes. In den Katakombenschulen wurde den Kindern die verbotene deutsche Sprache beigebracht, kirchliche Medien und Vereine wehrten sich unter dem Schutz des Heiligen Stuhls gegen die Regierung Mussolinis, und mit dem Völkischen Kampfring Südtirols (VKS) bildete sich eine der NSDAP nahestehende Untergrundbewegung unter Peter Hofer.

### Option

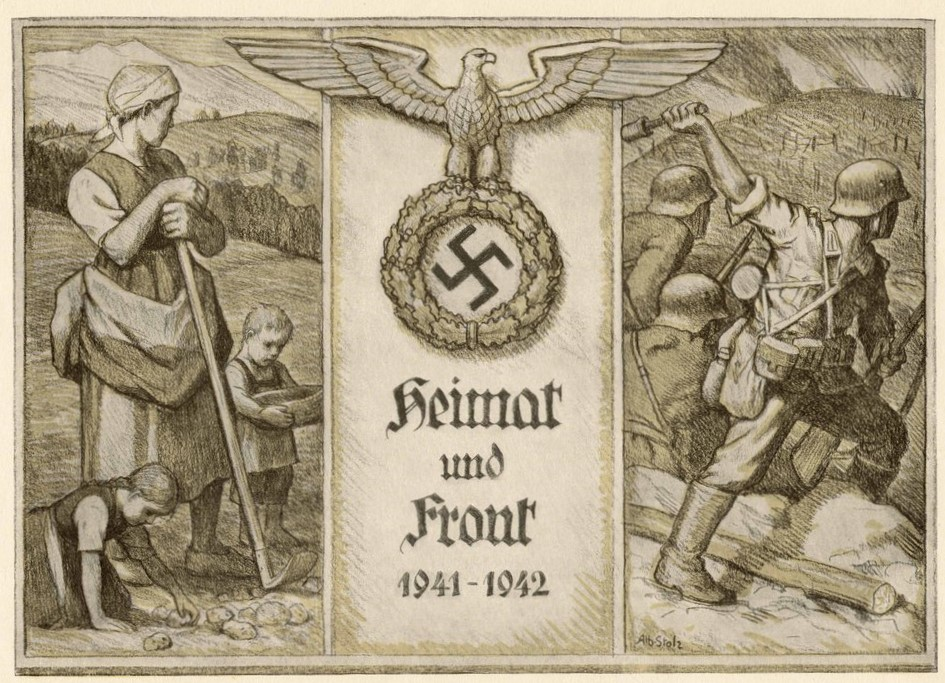
Propagandapostkarte des Winterhilfswerks der AdO von 1941/42 (Entwurf von Albert Stolz)

Am 21. Oktober 1939 schlossen Hitler und Mussolini ein Abkommen, das die deutsch- und ladinischsprachige Bevölkerung Italiens, also im Wesentlichen die Bevölkerung des heutigen Südtirol, vor folgende Entscheidung stellte: entweder Verbleib in Italien oder Option fürs Deutsche Reich mit anschließender Emigration. Die Option begann 1939 und hatte große gesellschaftliche Verwerfungen zur Folge. Die Frage, ob man im Zuge einer Emigration ins Deutsche Reich die Heimat verlassen oder im durch die faschistische Italianisierungskampagne geprägten Südtirol bleiben solle, entwickelte sich speziell durch die Propaganda des VKS zu einem großen Konfliktthema, was auch gewaltsame Übergriffen von „Optanten“ auf „Dableiber“ zur Folge hatte. Rund 85 % der Befragten entschieden sich letztlich für die Option.
Auf Weisung der Amtlichen deutschen Ein- und Rückwanderungsstelle, die Heinrich Himmler unterstellt war, und mit Billigung der italienischen Regierung wurde die AdO gegründet, um den „Optanten“ eine Organisation zu bieten und auch vermögensrechtliche Fragen, insbesondere durch die Einrichtung von sog. Wertfestsetzungskommissionen, zu lösen. Man griff dabei auf die bereits bestehenden Strukturen und Personen des VKS zurück, Peter Hofer wurde als Leiter eingesetzt. Somit konnte die NSDAP ihren Einfluss in Südtirol stärken.

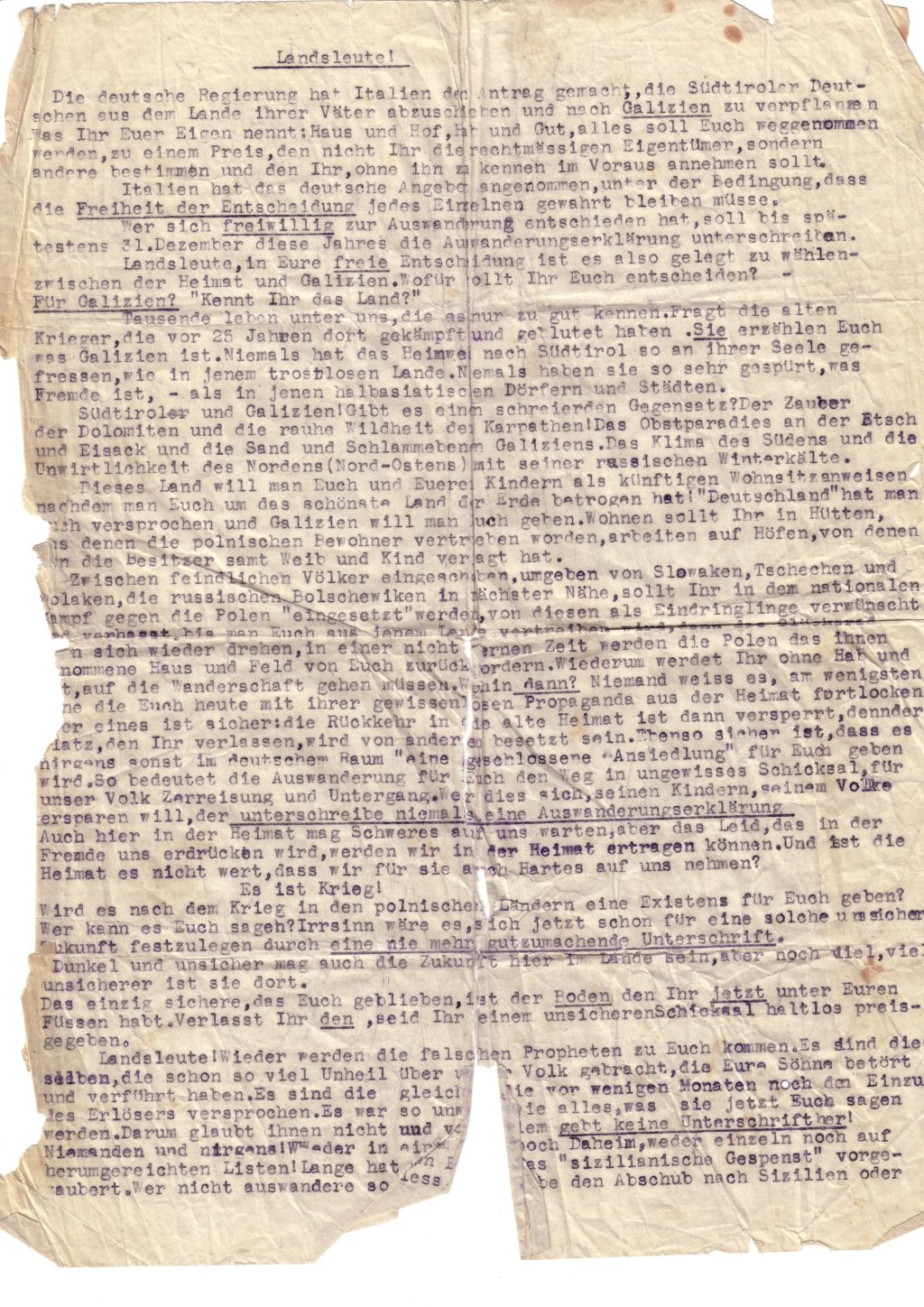
Flugblatt der Optionsgegner

Auch die „Dableiber“ organisierten sich und bildeten den Andreas-Hofer-Bund, der sich um Friedl Volgger und Hans Egarter versammelte.

### Deutsche Besetzung
Nachdem im September 1943 die deutsche Wehrmacht Südtirol besetzt und am 10. September 1943 die Operationszone Alpenvorland errichtet hatte, wurde die AdO im Oktober in Deutsche Volksgruppe Südtirol umbenannt. Peter Hofer wurde zum „Volksgruppenführer“ befördert. Einige Mitglieder der AdO schlossen sich zum Südtiroler Ordnungsdienst zusammen und waren im September 1943 und in den folgenden Jahren unter anderem maßgeblich an der Deportation der Mitglieder der jüdischen Gemeinde von Meran ins KZ (Durchgangslager Bozen) beteiligt; auch der kommissarische Bürgermeister von Brixen, Hans Stanek, übermittelte dem Kreisleiter der AdO Wolfgang Seifert am 20. September 1943 „ein Verzeichnis jener Personen, welche aufgrund der italienischen Gesetze als der jüdischen Rasse angehörig zu betrachten sind“. AdO-Mitglieder versuchten auch flüchtige italienische Soldaten und Dissidenten zu verhaften und überfielen „Bleiber“, obwohl Kommissar Franz Hofer dies „offiziell“ verboten hatte. Nach dem Tod Peter Hofers durch eine Fliegerbombe im Dezember 1943 wurde Karl Tinzl als Präfekt der Provinz Bozen zu seinem Nachfolger in der Operationszone Alpenvorland ernannt.

### Nachkriegszeit
Nach 1945 wurde keiner der AdO-Führer für seine Tätigkeit zur Rechenschaft gezogen. Erst in jüngerer Zeit haben sich Historiker an eine erste Aufarbeitung dieser dunklen Zeit der Geschichte Südtirols herangewagt. Vieles bleibt noch zu klären.